# 푸른 달
푸른 달(The Moon Is Blue)은 독일(구 서독)에서 제작된 오토 프레밍거 감독의 1953년 코미디 영화이다. 돈 아담스 등이 주연으로 출연하였고 오토 프레밍거 등이 제작에 참여하였다.

## 출연

### 주연
- 돈 아담스
- 포투니오 보나노바
- 요하네스 히스터스
- 윌리엄 홀든
- 하디 크루거
- 조한나 마츠
- 매기 맥나마라
- 데이빗 니븐
- 그레고리 라토프
- 톰 툴리

## 제작진
- 원작자: F. 휴 허버트
- 미술: 니콜라이 라미소프